# Yö

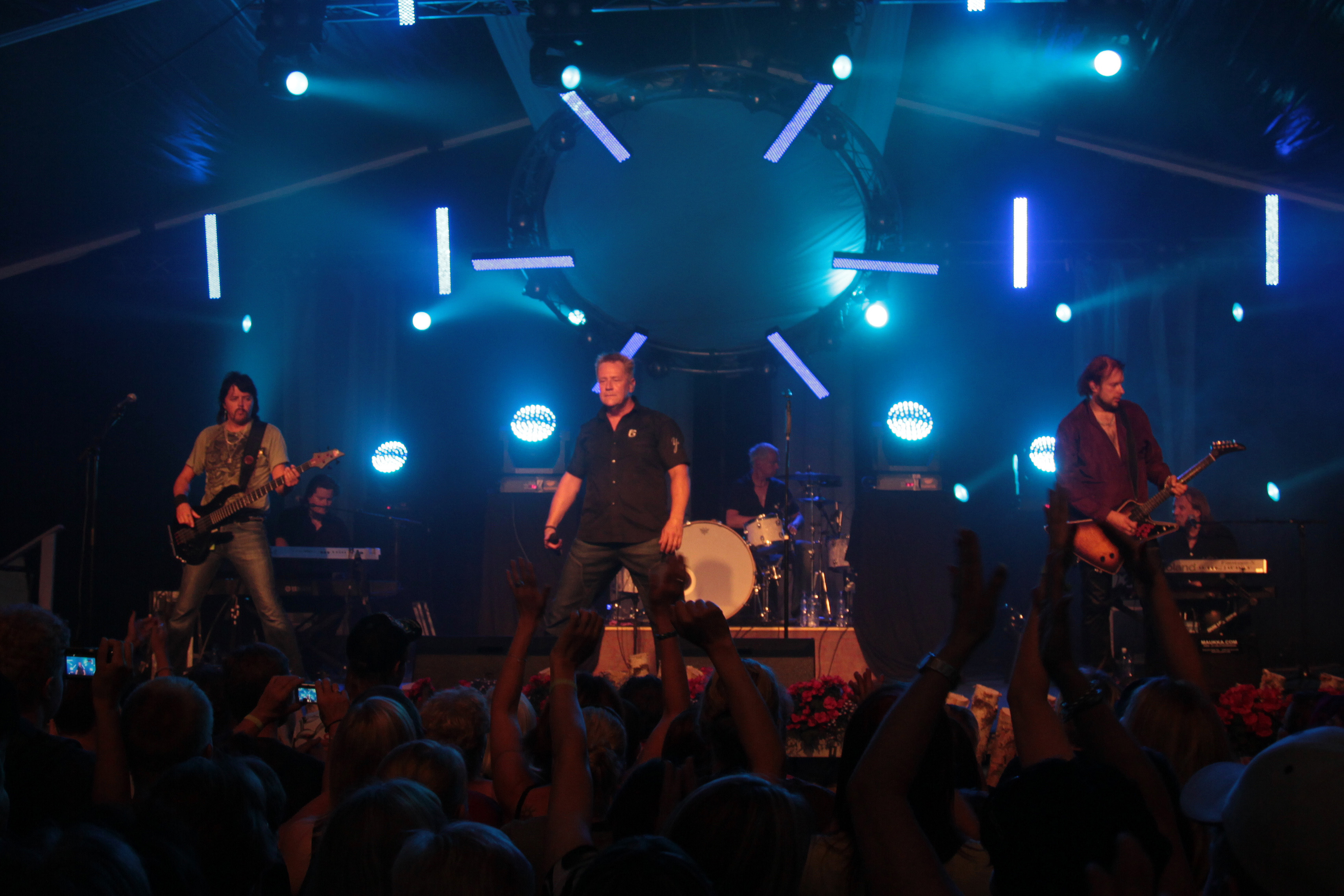
Yö (2010)

Yö (finnisch „Nacht“) ist eine finnische Rockband.

## Bandgeschichte
Yö wurde 1981 in Pori von Jussi Hakulinen, Olli Lindholm, Juha „Liuhu“ Rauäng, Harri Varhala und Jani Viitanen gegründet. 
Sie singt in finnischer Sprache und ist eine der populärsten Vertreter des Suomirokki („Finnlandrock“). Frontman Olli Lindholm starb im Februar 2019.

## Letzte Besetzung (2006)
- Olli Lindholm (1964–2019, Gesang)
- Mikko Kangasjärvi (* 1972, Tasteninstrumente)
- Jukka Lewis (Bass)
- Ari Toikka (* 1968, Schlagwerk)
- Daffy Terävä (Gitarre)

Bis zu seinem Tod war Olli Lindholm das einzige verbliebene Gründungsmitglied der Band.

## Diskografie

### Alben
Studioalben

| Jahr | Titel                              | Höchstplatzierung, Gesamtwochen, AuszeichnungChartsChartplatzierungen (Jahr, Titel, Platzierungen, Wochen, Auszeichnungen, Anmerkungen) | Anmerkungen                             |
| Jahr | Titel                              | FI | Anmerkungen                             |
| ---- | ---------------------------------- | --- | --------------------------------------- |
| 1983 | Varietee                           | FI— PlatinFI |                                         |
| 1984 | Nuorallatanssija                   | FI— GoldFI |                                         |
| 1985 | Myrskyn jälkeen                    | — |                                         |
| 1986 | Äänet                              | — |                                         |
| 1988 | Lanka palaa                        | — |                                         |
| 1989 | Toinen puoliaika                   | — |                                         |
| 1991 | Antaa soittaa                      | — |                                         |
| 1992 | Tänä yönä                          | — |                                         |
| 1993 | Kymmenes kevät                     | — |                                         |
| 1994 | Hyviä vuosia                       | — |                                         |
| 1996 | Satelliitti                        | FI6 Gold · (11 Wo.)FI |                                         |
| 1997 | Pirstaleet                         | FI7 (7 Wo.)FI |                                         |
| 1999 | 13. Yö                             | FI7 (6 Wo.)FI |                                         |
| 2000 | Valo                               | FI26 (2 Wo.)FI |                                         |
| 2003 | Rakkaus on lumivalkoinen           | FI1 ×3Dreifachplatin · (57 Wo.)FI |                                         |
| 2005 | Kuolematon                         | FI1 ×2Doppelplatin · (37 Wo.)FI |                                         |
| 2007 | Valtakunta                         | FI1 Platin · (19 Wo.)FI |                                         |
| 2009 | Loisto                             | FI1 Platin · (23 Wo.)FI |                                         |
| 2012 | Pelko ja rakkaus                   | FI1 Platin · (15 Wo.)FI | Erstveröffentlichung: 9. November 2012  |
| 2014 | Hyvässä ja pahassa                 | FI1 (12 Wo.)FI | Erstveröffentlichung: 17. Oktober 2014  |
| 2016 | Puolet taivaasta puolet helvetistä | FI1 (16 Wo.)FI | Erstveröffentlichung: 20. Mai 2016      |
| 2018 | Mitä jos mä rakastan               | FI3 (9 Wo.)FI | Erstveröffentlichung: 7. September 2018 |

grau schraffiert: keine Chartdaten aus diesem Jahr verfügbar

### Livealben
| Jahr | Titel                 | Höchstplatzierung, Gesamtwochen, AuszeichnungChartsChartplatzierungen (Jahr, Titel, Platzierungen, Wochen, Auszeichnungen, Anmerkungen) | Anmerkungen |
| Jahr | Titel                 | FI | Anmerkungen |
| ---- | --------------------- | --- | ----------- |
| 2006 | Kolmen illan varietee | FI8 (7 Wo.)FI |             |

Weitere Livealben
- 1984: ...Ja tapahtui niinä päivinä
- 1993: Täältä tulee Yö
- 2003: Yön 20-vuotisjuhlakonsertti
- 2003: Yhden Yön tarinoita
- 2008: Yön ensimmäinen keikka

### Kompilationen
| Jahr | Titel                                     | Höchstplatzierung, Gesamtwochen, AuszeichnungChartsChartplatzierungen (Jahr, Titel, Platzierungen, Wochen, Auszeichnungen, Anmerkungen) | Anmerkungen                              |
| Jahr | Titel                                     | FI | Anmerkungen                              |
| ---- | ----------------------------------------- | --- | ---------------------------------------- |
| 1995 | Parhaat                                   | FI3 ×2Doppelplatin · (45 Wo.)FI | Erstveröffentlichung: 25. September 1995 |
| 1998 | Yön pimeä puoli                           | FI20 (9 Wo.)FI | Erstveröffentlichung: 27. April 1998     |
| 2001 | Legenda – Yön 36 suurinta hittiä          | FI1 ×3Dreifachplatin · (40 Wo.)FI | Erstveröffentlichung: 1. September 2001  |
| 2006 | Yön valoisa puoli                         | FI1 Gold · (9 Wo.)FI | Erstveröffentlichung: 25. Januar 2006    |
| 2011 | Kiitos ja kunnia – 30-vuotisjuhlakokoelma | FI3 Platin · (21 Wo.)FI | Erstveröffentlichung: 23. September 2011 |

Weitere Kompilationen
- 1987: Poko-klassikko
- 1988: Suurimmat hitit
- 1998: Yön pimeä puoli
- 2016: Aikamatka 1981–2016

### Singles
Chartplatzierungen

| Jahr | Titel Album                                  | Höchstplatzierung, Gesamtwochen, AuszeichnungChartsChartplatzierungen (Jahr, Titel, Album, Platzierungen, Wochen, Auszeichnungen, Anmerkungen) | Anmerkungen |
| Jahr | Titel Album                                  | FI | Anmerkungen |
| ---- | -------------------------------------------- | --- | ----------- |
| 1995 | Sua muistoistani pois en saa Parhaat         | FI3 (4 Wo.)FI |             |
| 1996 | Yötä vastaanottamaan Satelliitti             | FI8 (5 Wo.)FI |             |
| 1996 | Joulu omin päin Yön pimeä puoli              | FI9 (3 Wo.)FI |             |
| 1997 | Miehen tie Pirstaleet                        | FI8 (5 Wo.)FI |             |
| 1999 | Kulkuripoika 13. Yö                          | FI5 (2 Wo.)FI |             |
| 2001 | Mysteeri Legenda – Yön 36 suurinta hittiä    | FI13 (2 Wo.)FI |             |
| 2002 | Kaksintaistelu Rakkaus on lumivalkoinen      | FI8 (4 Wo.)FI |             |
| 2002 | Sano, että jäät Rakkaus on lumivalkoinen     | FI8 (9 Wo.)FI |             |
| 2003 | Rakkaus on lumivalkoinen                     | FI5 (9 Wo.)FI |             |
| 2003 | Se kerran kirpaisee Rakkaus on lumivalkoinen | FI19 (2 Wo.)FI |             |
| 2003 | Etkö unta saa Rakkaus on lumivalkoinen       | FI9 (3 Wo.)FI |             |
| 2004 | Rakkauden vahvistama Kuolematon              | FI2 (13 Wo.)FI |             |
| 2005 | Pettävällä jäällä Kuolematon                 | FI1 (6 Wo.)FI |             |
| 2005 | Yksi askel liikaa Kuolematon                 | FI1 (3 Wo.)FI |             |
| 2005 | Tie sydämeeni Kuolematon                     | FI1 (5 Wo.)FI |             |
| 2007 | Satukirjan sankari Valtakunta                | FI1 (6 Wo.)FI |             |
| 2007 | Rakkautta vain? Valtakunta                   | FI2 (5 Wo.)FI |             |
| 2007 | Taikasanat Valtakunta                        | FI2 (1 Wo.)FI |             |
| 2009 | Loisto                                       | FI2 Gold · (4 Wo.)FI |             |
| 2009 | Kiitos ja kunnia Loisto                      | FI1 (4 Wo.)FI |             |

Weitere Singles
- 1983: Likaiset legendat I
- 1983: Särkynyt enkeli
- 1984: Laulu meille kahdelle
- 1984: Häät
- 1984: Joutsenlaulu
- 1985: Kuorotyttö
- 1985: Niin paljon me teihin luotettiin
- 1986: Enkelille
- 1986: Lasisilmä
- 1986: Leijat
- 1986: Viisi kaunista yötä
- 1987: Tia-Maria
- 1987: Tää kesä
- 1987: Laulu rakkaudelle
- 1988: Mutta kun tulee aamu
- 1989: Jestas sentään
- 1989: Kaipaan luoksesi kotiin
- 1990: Vie mut minne vaan
- 1991: Viivy aamukuuteen
- 1993: Kuuhullu
- 1994: Kanssas tanssin pilviin
- 1997: Ansaan vielä sut saan
- 1998: Kevyttä kevättä
- 1998: Löysin paljon oikeaa
- 1999: Kultakala
- 1999: Kuljettaa keväinen tie
- 2000: Kahvilassa kahden aikaan
- 2000: Kultasiipi
- 2001: Särkyvää
- 2010: Parrasvalot
- 2011: Onnen hohteessa
- 2011: Kun nuoruus katoaa
- 2011: Tällaisina aikoina
- 2012: Pelko ja rakkaus
- 2012: Syyt syntyjen
- 2013: Helmoista taivaan
- 2014: Hyvässä ja pahassa
- 2014: Jään sun viereen
- 2015: Tahroja paperilla

## Videoalben
- 2002: 20-vuotisjuhlakonsertti (FI: Gold)
- 2006: Kolmen illan varietee (FI: Platin)